# ودیع حداد
ودیع حداد (عربی: وديع حداد) (زاده: ۱۹۲۷ صفد – درگذشته: ۲۸ مارس ۱۹۷۸برلین شرقی) رهبر و یکی از بنیانگذاران جبهه مردمی آزادی فلسطین (PFLP) بود. قبل از آن در جنبش ناسیونالیست عرب و همرزم جرج حبش بود.وی در ۱۹۷۸ در برلین شرقی ، آلمان شرقی توسط نیروهای دفاعی اسرائیل ترور شد.

## زندگی‌نامه
ودیع حداد در سال ۱۹۲۷ در شهر صفد متولد شد. پدرش به عنوان معلم عربی در یک دبیرستان در شهر حیفا ، اسرائیل مشغول به کار بود. بخاطر پدرش درشهر حیفا تحصیلات ابتدایی و متوسطه را در این شهر گذراند. او دوران مدرسه را در حیفا گذراند و در درس ریاضیات وضعیت نسبتا خوبی داشت. او همچنین فعالیت‌های ورزشی می‌پرداخت.
او در سال ۱۹۴۸ مهاجرت کرد و با خانواده و پدرش در شهر بیروتپناهنده شد. در همین زمان، ودیح در دانشگاه آمریکایی بیروت رشته پزشکی می‌خواند.

## فعالیت‌ها
او یک موضع رهبری در انجمن اعتماد (جمعیة العروة الوثقی) داشت و بعد به جنبش ناسیونالیست عرب پیوست سپس وارد جبهه مردمی برای آزادی فلسطین شد. از همان زمان تأسیس مسئولیتهای فرماندهی خیلی مهمی در جبهه بعهده داشت و دو مسئولیت مهم مالی و کار نظامی در خارج با وی بود. وی توانمندیهای فرماندهی و عملیاتی خود را با شعار (پشت دشمن در همه جا) اثبات کرد.
در طول کار خود در تشکیلات خارجی فرماندهی هسته‌های فعال را در نقاط مختلف جهان بعهده داشت و در پشت عملیات هواپیماربایی‌های معروف از جمله هواپیما لندشوت پرواز لوفت‌هانزا ۱۸۱ آلمان قرار داشت، ودیع پس از اینکه از طرف رهبرانی مثل احمد الیمانی (ابو ماهر) و صلاح صلاح و ولید قدوره قرار گرفت جبهه مردمی را ترک کرد بعد به قول هیلدا حبش همسر جرج حبش معلوم شد که با موساد کار می‌کند، این موضوع باعث شد که ودیع از صفوف جبهه خلق برود اما در کنگره ملی پنجم از او اعاده حیثیت شد و به عنوان یک نماد ملی که بخاطر فلسطین همه چیز را داد؛ معرفی شد.

## مرگ
در ۲۸ مارس ۱۹۷۸ در برلین شرقی ، آلمان شرقی،  توسط مامورین نیروهای دفاعی اسرائیل و موساد ترور شد.